# 尼古拉·弗拉梅爾
尼古拉·弗拉梅爾（法語：Nicolas Flamel，1330年—1418年3月22日），法國瓦盧瓦王朝煉金術士，對煉金術界的傳奇物質─賢者之石的研究使他聞名於世。

## 生平
尼古拉·弗拉梅爾生於法國瓦盧瓦王朝時期的蓬圖瓦茲（今法蘭西島大區瓦勒德瓦茲省省會，巴黎西北部城郊）。
尼古拉和佩蕾奈爾的故居位於巴黎蒙莫朗西街（今法蘭西島大區巴黎第三區），在1407年建成至今仍得以保存，成為當地地標之一。

## 譯名
法文「Nicolas」（尼古拉）源於希臘文，在歐洲語文有多種變體，如：「Nicholas」。人們常把法文的「Nicolas」誤寫成其語文的變體，例如英文使用者常把「Nicolas Flamel」誤寫成「Nicholas Flamel」。
英國小說作家J·K·羅琳著作《哈利波特－神秘的魔法石》裡提及他是偉大的巫師。有趣的是，該書的繁體中文版出版社－皇冠出版社把「Nicolas Flamel」翻譯成「尼樂·勒梅」（故意不譯「co」、「F」部分），與法語讀音有頗大差異。相對於「尼古拉·弗拉梅爾」，《哈利波特》繁體中文版的讀者較熟悉「尼樂·勒梅」這譯名（即使在小說外的現實世界）。

## 延伸阅读
- Decoding the Past: The Real Sorcerer's Stone, November 15, 2006, History Channel video documentary
- The Philosopher's Stone: A Quest for the Secrets of Alchemy, 2001, Peter Marshall, ISBN 0-330-48910-0
- Creations of Fire, Cathy Cobb & Harold Goldwhite, 2002, ISBN 0-7382-0594-X
- Wilkins, Nigel, Nicolas Flamel- des livres et de l'or, Éditions Imago, 1993, ISBN 2-902702-77-9
- Dixon, Laurinda. . Garland Publishing. 1994.
- Secrets of the Immortal Nicholas Flamel.  The Alchemyst, The Magician, The Sorceress, The Necromancer, The Warlock, and The Enchantress

## 外部連結
- （英文）弗拉梅爾書院 （页面存档备份，存于）

|  |